# Mile Championship
 (juillet 2025).
Si vous disposez d'ouvrages ou d'articles de référence ou si vous connaissez des sites web de qualité traitant du thème abordé ici, merci de compléter l'article en donnant les références utiles à sa vérifiabilité et en les liant à la section « Notes et références ».
Groupe 1

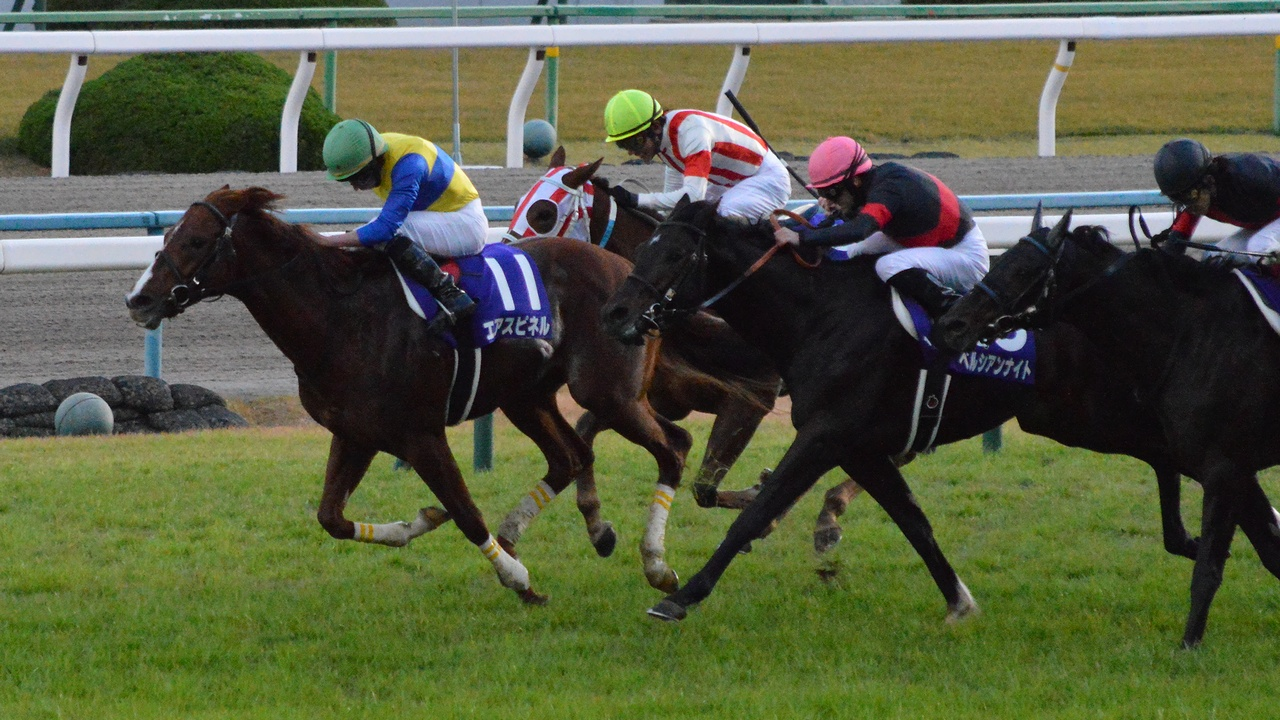
Arrivée de l'édition 2017

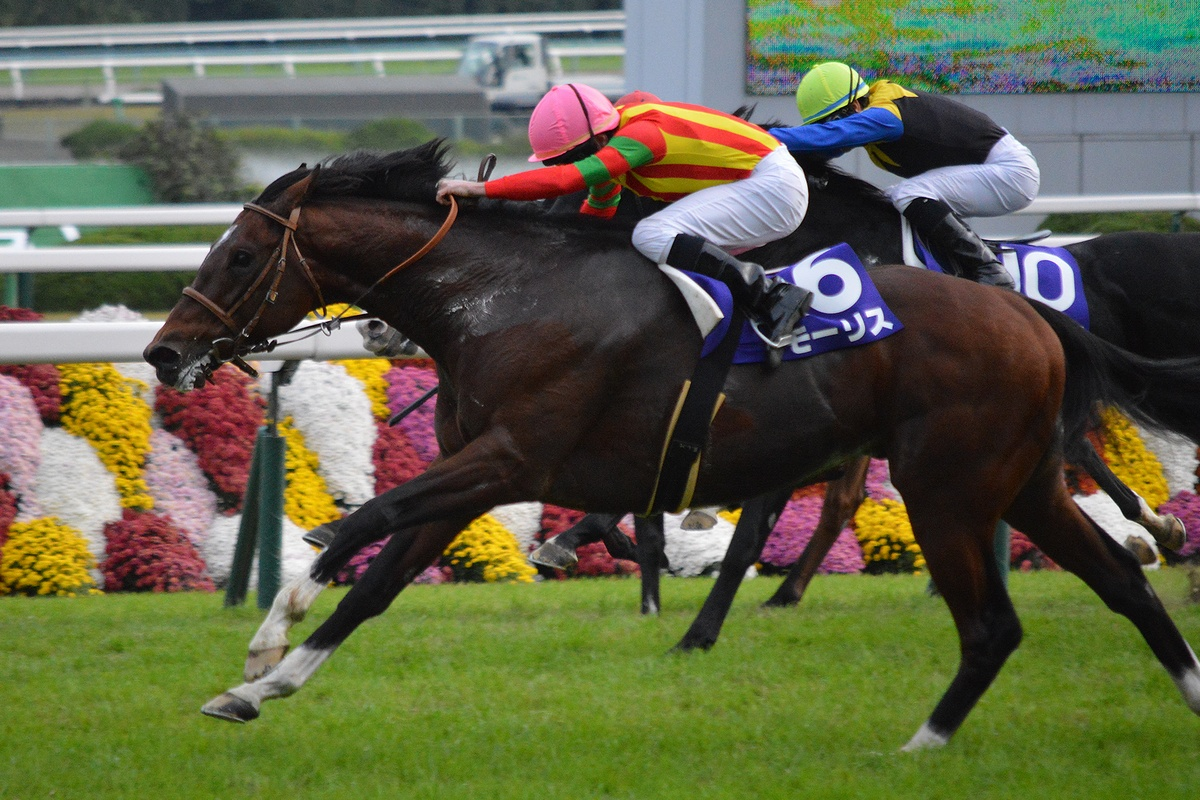
Victoire de Maurice en 2015

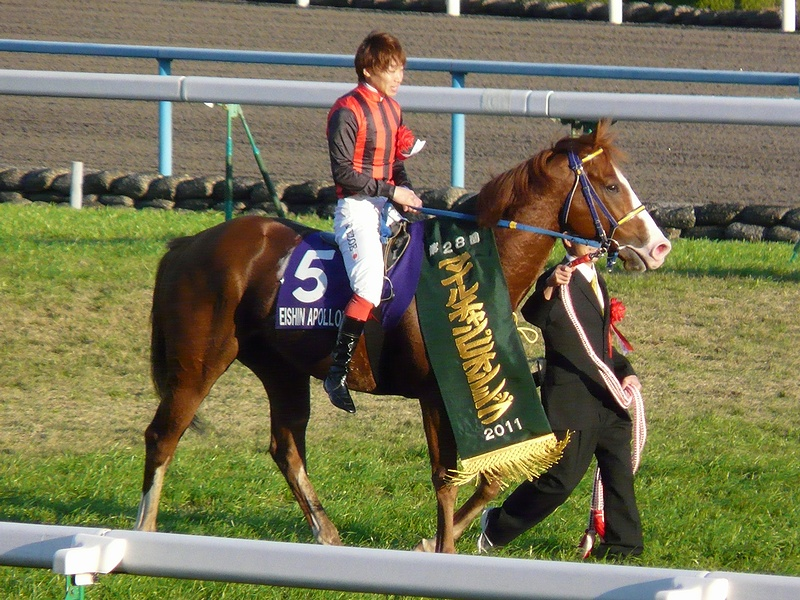
Eishin Apollon, vainqueur en 2011

Le Mile Championship (マイルチャンピオンシップ) est une course hippique de plat se déroulant en novembre sur l'hippodrome de Kyoto, au Japon. 
Créée en 1984, elle est ouverte aux pur-sang de 3 ans et plus et se dispute sur 1 600 mètres, gazon, corde à gauche, pour une allocation d'environ 390 millions de yens. 

## Palmarès
| Année | Vainqueur           | Âge | Père              | Jockey             | Entraîneur           | Propriétaire                | Deuxième          | Troisième         | Temps   |
| ----- | ------------------- | --- | ----------------- | ------------------ | -------------------- | --------------------------- | ----------------- | ----------------- | ------- |
| 2024  | Soul Rush           | 6   | Rulership         | Taisei Danno       | Yasutoshi Ikee       | Tatsue Ishikawa             | Elton Barrow      | Win Marvel        | 1'32"00 |
| 2023  | Namur               | 4   | Harbinger         | Kota Fujioka       | Tomokazu Takano      | U Carrot Farm               | Soul Rush         | Justin Cafe       | 1'32"50 |
| 2022* | Serifos             | 3   | Daiwa Major       | Damian Lane        | Mitsumasa Nakauchida | G1 Racing                   | Danon The Kid     | Sodashi           | 1'32"50 |
| 2021* | Gran Alegria        | 5   | Deep Impact       | Christophe Lemaire | Kazuo Fujisawa       | Sunday Racing               | Schnell Meister   | Danon The Kid     | 1'32"60 |
| 2020* | Gran Alegria        | 4   | Deep Impact       | Christophe Lemaire | Kazuo Fujisawa       | Sunday Racing               | Indy Champ        | Admire Mars       | 1'32"00 |
| 2019  | Indy Champ          | 4   | Stay Gold         | Kenichi Ikezoe     | Hidetaka Otonashi    | Silk Racing                 | Danon Premium     | Persian Knight    | 1'33"00 |
| 2018  | Stelvio             | 3   | Lord Kanaloa      | William Buick      | Tetsuya Kimura       | Sunday Racing               | Persian Knight    | Al Ain            | 1'33"30 |
| 2017  | Persian Knight      | 3   | Harbinger         | Mirco Demuro       | Yasutoshi Ikee       | G1 Racing Co Ltd            | Air Spinel        | Sungrazer         | 1'33"80 |
| 2016  | Mikki Isle          | 5   | Deep Impact       | Suguru Hamanaka    | Hidetaka Otonashi    | Mizuki Noda                 | Isla Bonita       | Neorealism        | 1'33"10 |
| 2015  | Maurice             | 4   | Screen Hero       | Ryan Moore         | Noriyuki Hori        | Kazumi Yoshida              | Fiero             | Isla Bonita       | 1'32"80 |
| 2014  | Danon Shark         | 6   | Deep Impact       | Yasunari Iwata     | Ryuji Okubo          | Danox Co Ltd                | Fiero             | Grandezza         | 1'31"50 |
| 2013  | Tosen Ra            | 5   | Deep Impact       | Yutaka Take        | Hideaki Fujiwara     | Takaya Shimakawa            | Daiwa Maggiore    | Danon Shark       | 1'32"40 |
| 2012  | Sadamu Patek        | 4   | Fuji Kiseki       | Yutaka Take        | Masato Nishizono     | Sadamu Onishi               | Grand Prix Boss   | Donau Blue        | 1'32"90 |
| 2011  | Eishin Apollon      | 4   | Giant's Causeway  | Ken-Ichi Ikezoe    | Masahiro Matsunaga   | Toyomitsu Hirai             | Fifth Petal       | Sahpresa          | 1'33"90 |
| 2010  | A Shin Forward      | 5   | Forest Wildcat    | Yasunari Iwata     | Masato Nishizono     | Eishindo Co., Ltd.          | Danon Yoyo        | Gorski            | 1'31"80 |
| 2009  | Company             | 8   | Miracle Admire    | Norihiro Yokoyama  | Hidetaka Otonashi    | Hideko Kondo                | Meiner Falke      | Sahpresa          | 1'33"20 |
| 2008  | Blumenblatt         | 5   | Admire Vega       | Yutaka Yoshida     | Sei Ishizaka         | Carrot Farm                 | Super Hornet      | Fine Grain        | 1'32"60 |
| 2007  | Daiwa Major         | 6   | Sunday Silence    | Katsumi Ando       | Hiroyuki Uehara      | Keizo Oshiro                | Super Hornet      | Suzuka Phoenix    | 1'32"70 |
| 2006  | Daiwa Major         | 5   | Sunday Silence    | Katsumi Ando       | Hiroyuki Uehara      | Keizo Oshiro                | Dance In The Mood | Symboli Gran      | 1'32"70 |
| 2005  | Hat Trick           | 4   | Sunday Silence    | Olivier Peslier    | Katsuhiko Sumii      | Carrot Farm Co., Ltd.       | Daiwa Major       | Rhein Kraft       | 1'32"10 |
| 2004  | Durandal            | 5   | Sunday Silence    | Ken-Ichi Ikezoe    | Masahiro Sakaguchi   | Teruya Yoshida              | Dance In The Mood | Telegnosis        | 1'33"00 |
| 2003  | Durandal            | 4   | Sunday Silence    | Kenichi Ikezoe     | Masahiro Sakaguchi   | Teruya Yoshida              | Fine Motion       | Gallant Arrow     | 1'33"30 |
| 2002  | Tokai Point         | 6   | Tokai Teio        | Masayoshi Ebina    | Yoshiyuki Goto       | Masanori Uchimura           | Eishin Preston    | Rikiai Taikan     | 1'32"80 |
| 2001  | Zenno El Cid        | 4   | Caerleon          | Olivier Peslier    | Kazuo Fujisawa       | Shinobu Oosako              | Eishin Preston    | Taiki Treasure    | 1'33"20 |
| 2000  | Agnes Digital       | 3   | Crafty Prospector | Hitoshi Matoba     | Toshiaki Shirai      | Takao Watanabe              | Daitaku Riva      | Meisho Odo        | 1'32"60 |
| 1999  | Air Jihad           | 4   | Sakura Yutaka O   | Masayoshi Ebina    | Masanori Ito         | Lucky Field Co., Ltd.       | King Halo         | Black Hawk        | 1'32"80 |
| 1998  | Taiki Shuttle       | 4   | Devil's Bag       | Yukio Okabe        | Kazuo Fujisawa       | Taiki Farm                  | Big Sunday        | Hiro de Cross     | 1'33"30 |
| 1997  | Taiki Shuttle       | 3   | Devil's Bag       | Norihiro Yokoyama  | Kazuo Fujisawa       | Taiki Farm                  | Kyoei March       | Toyo Rainbow      | 1'33"30 |
| 1996  | Genuine             | 4   | Sunday Silence    | Yukio Okabe        | Yasuhisa Matsuyama   | Shadai Race Horse Co., Ltd. | Syourinomegami    | Eishin Washington | 1'33"80 |
| 1995  | Trot Thunder        | 6   | Dyna Cosmos       | Norihiro Yokoyama  | Katsutoshi Aikawa    | Teruo Fujimoto              | Meisho Tesoro     | Hishi Akebono     | 1'33"70 |
| 1994  | North Flight        | 4   | Tony Bin          | Koichi Tsunoda     | Keiji Kato           | Taihoku Bokujo              | Sakura Bakushin O | Fujino Makken O   | 1'33"00 |
| 1993  | Shinko Lovely       | 4   | Caerleon          | Yukio Okabe        | Kazuo Fujisawa       | Osamu Yasuda                | Iide Zao          | Dojima Muteki     | 1'35"70 |
| 1992  | Daitaku Helios      | 5   | Bizen Nishiki     | Shigehiko Kishi    | Yasuo Umeda          | Masaichi Nakamura           | Shinko Lovely     | Nice Nature       | 1'33"30 |
| 1991  | Daitaku Helios      | 4   | Bizen Nishiki     | Shigehiko Kishi    | Yasuo Umeda          | Masaichi Nakamura           | Daiichi Ruby      | K S Miracle       | 1'34"80 |
| 1990  | Passing Shot        | 5   | Tosho Boy         | Takashi Kusunoki   | Mitsuru Hashida      | Tadaharu Morimoto           | Bamboo Memory     | Samantha Tosho    | 1'33"60 |
| 1989  | Oguri Cap           | 4   | Dancing Cap       | Katsumi Minai      | Tsutomu Setoguchi    | Shunsuke Kondo              | Bamboo Memory     | Hokuto Helios     | 1'34"60 |
| 1988  | Soccer Boy          | 3   | Dictus            | Hiroshi Kawachi    | Yukiharu Ono         | Shadai Race Horse           | Hokuto Helios     | Mr Boy            | 1'34"60 |
| 1987  | Nippo Teio          | 4   | Lypheor           | Hiroyuki Gohara    | Kinzo Kubota         | Yuichi Yamaishi             | St Caesar         | Mr Boy            | 1'34"90 |
| 1986  | Takara Steel        | 4   | Steel Heart       | Yoshiyasu Tajima   | Eizaburo Sakamoto    | Yoshio Murayama             | Nippo Teio        | Long Hayabusa     | 1'35"30 |
| 1985  | Nihon Pillow Winner | 5   | Steel Heart       | Hiroshi Kawachi    | Masatoshi Hattori    | Hyakutaro Kobayashi         | Tosho Pegasus     | Eiko French       | 1'35"30 |
| 1984  | Nihon Pillow Winner | 4   | Steel Heart       | Hiroshi Kawachi    | Masatoshi Hattori    | Hyakutaro Kobayashi         | Happy Progress    | Daizen Silver     | 1'35"30 |

* En 2020, 2021 et 2022, la course s'est déroulé sur l'hippodrome de Hanshin durant les travaux sur l'hippodrome de Kyoto.